# ݾ
Sīn petit v suscrit renversé ‹ ݾ › est une lettre additionnelle de l’alphabet arabe anciennement utilisée dans l’écriture du persan. Elle est composée d’un sīn ‹ س › diacrité d’un petit v suscrit renversé.

## Utilisation
Du XIIe au XIIIe siècle, en persan, ‹ ݾ › représente une consonne fricative palato-alvéolaire sourde [s] ou des consonnes proches. En persan moderne, les mots anciennement écrits avec cette lettre ont aujourd’hui la consonne [s] écrite ‹ س ›.